# Bouatoa Village
Bouatoa Village är en ort i Kiribati.   Den ligger i örådet Kuria och ögruppen Gilbertöarna, i den södra delen av landet, 130 km söder om huvudstaden Tarawa. Bouatoa Village ligger 12 meter över havet och antalet invånare är 111. Den ligger på ön Kuria.
Terrängen runt Bouatoa Village är mycket platt.  Närmaste större samhälle är Takaeang Village, 16,2 km öster om Bouatoa Village. 